# Cesare (nome)
Cesare  è un nome proprio di persona italiano maschile.

## Varianti
- Alterati: Cesarino[1][2][3][4][5]
- Femminili: Cesara[4][5]
  - Alterati: Cesarina[2][4][5][7][8]

### Varianti in altre lingue
- Basco: Kesar[9]
- Catalano: Cèsar[9]
- Francese: César[3][6]
- Latino: Caesar[1][3]
- Polacco: Cezary[3]
- Portoghese: César[3]
- Portoghese brasiliano: Cezar[3], Cézar[3][6]
- Rumeno: Cezar[3][6]
- Russo: Цезарь (Cezar')
- Spagnolo: César[3][9]
- Ungherese: Cézár

## Origine e diffusione
Si tratta di una ripresa laica e rinascimentale del cognomen di Gaio Giulio Cesare (in latino Caesar), il grande condottiero romano. Lui e suo figlio adottivo Cesare Augusto dominarono l'impero romano, il che portò il termine "cesare" a divenire sinonimo di "imperatore".
Etimologicamente, Caesar è di origine dibattuta, e viene ricondotto ad alcuni termini latini, come caesaries ("capelli", "zazzera", quindi "con molti capelli") o caesus ("tagliato", in riferimento al parto cesareo con cui Cesare stesso sarebbe nato) oppure etruschi, come aisar ("grande", "divino"). È più probabile, però, che la sua origine sia sì etrusca, ma ormai indecifrabile.
Per quanto riguarda l'utilizzo in Italia, è ben diffuso in tutta la penisola, con la forma base attestata per un quarto in Lombardia e il femminile "Cesara" per un terzo in Toscana. A Cesare è correlato inoltre il nome Cesario, che è per la precisione un suo patronimico.

## Onomastico
L'onomastico si può festeggiare il 10 dicembre in memoria di san Cesare di Durazzo o Cesario, uno dei settanta discepoli, vescovo di Epidamno e martire, oppure il 15 aprile in onore di san César de Bus, dottrinario francese; con questo nome si ricorda anche il beato Cesare Taparelli di Genola, sacerdote gesuita, commemorato il 27 ottobre.

## Persone

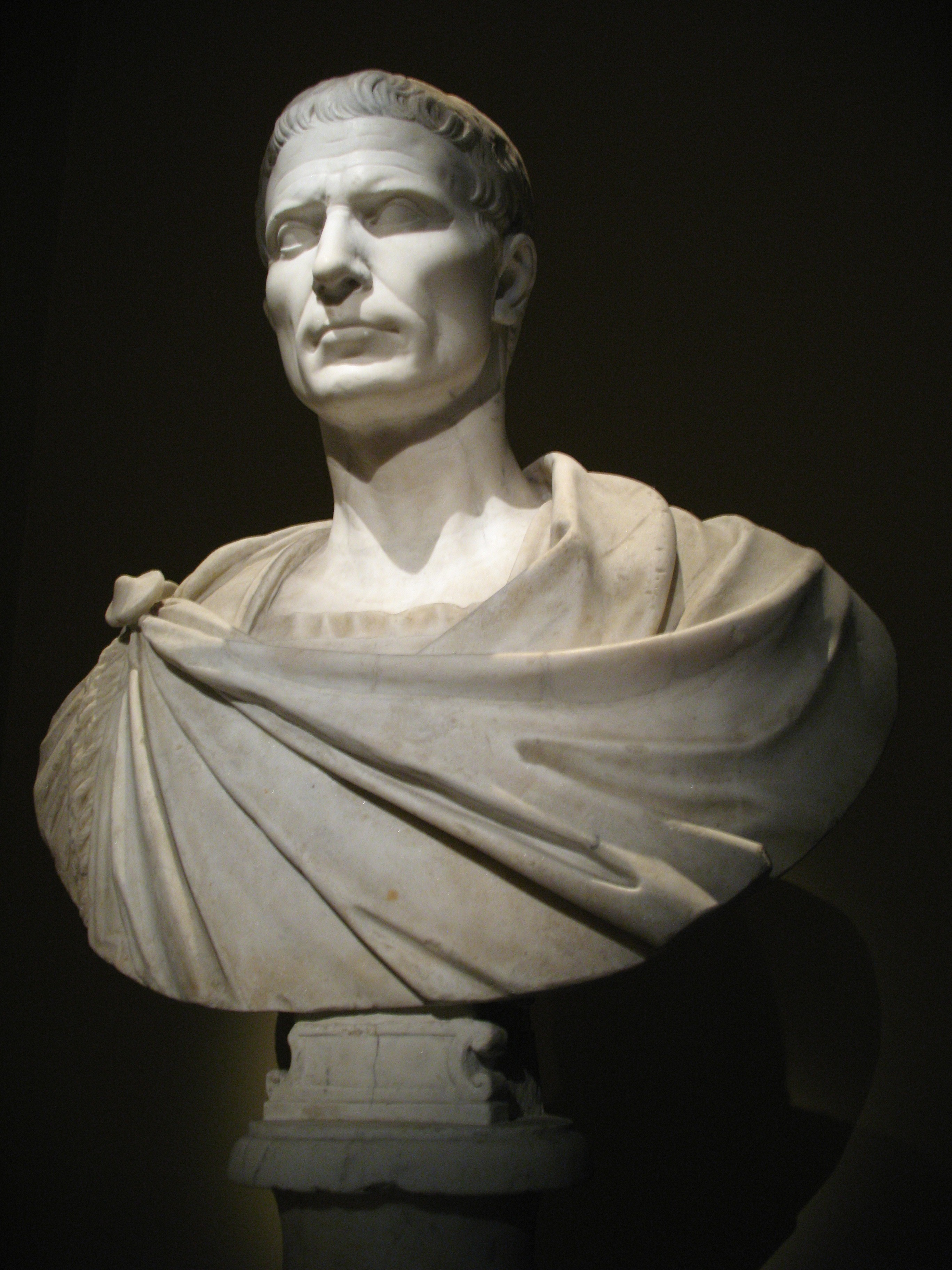
Gaio Giulio Cesare

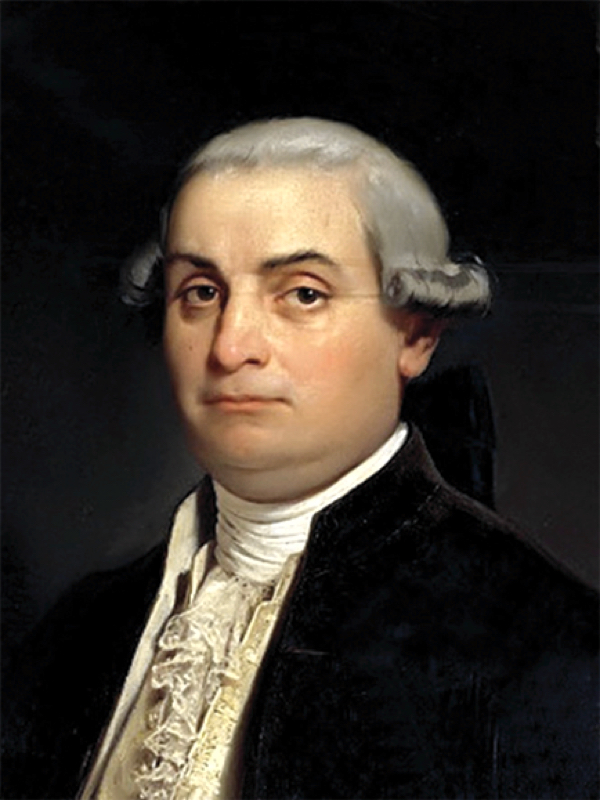
Cesare Beccaria

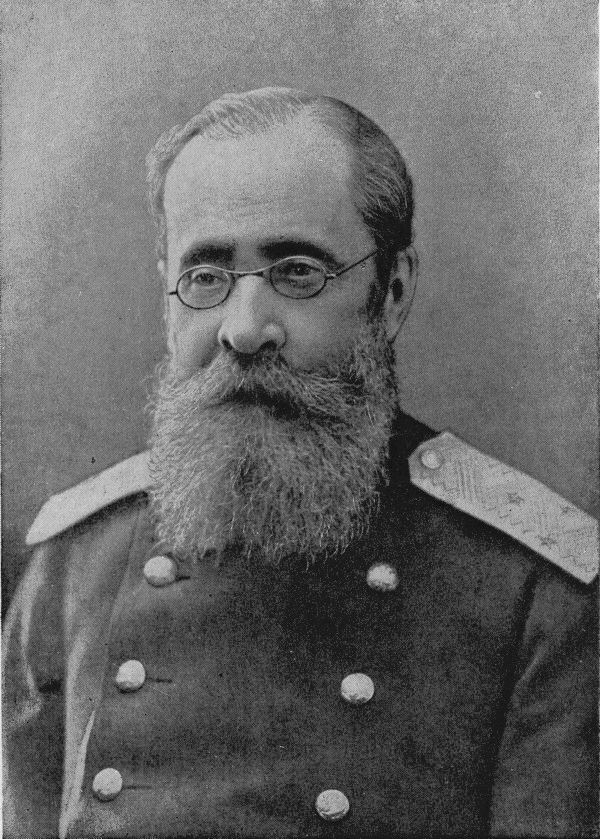
Cezar' Antonovič Kjui

- Gaio Giulio Cesare, generale, console, dittatore, oratore e scrittore romano
- Giuseppe Cesare Abba, scrittore e patriota italiano
- Cesare Arici, poeta italiano
- Cesare Balbo, politico e scrittore italiano
- Cesare Barbetti, attore, doppiatore e direttore del doppiaggio italiano
- Cesare Baronio, cardinale italiano
- Cesare Battisti, geografo, giornalista, politico e irredentista italiano
- Cesare Beccaria, giurista, filosofo, economista e letterato italiano
- Cesare Borgia, condottiero, cardinale e arcivescovo cattolico italiano
- Cesare Cantù, storico, scrittore e politico italiano
- Cesare Cremonini, filosofo italiano
- Cesare Cremonini, cantautore, attore e musicista italiano
- Cesare da Sesto, pittore italiano
- Cesare Lombroso, medico, antropologo, criminologo e giurista italiano
- Cesare Maccari, pittore e scultore italiano
- Cesare Maldini, calciatore e allenatore di calcio italiano
- Cesare Pavese, scrittore, poeta, saggista e traduttore italiano
- Cesare Polacco, attore e doppiatore italiano
- Cesare Prandelli, allenatore di calcio e calciatore italiano
- Cesare Previti, avvocato e politico italiano
- Cesare Zavattini, sceneggiatore, giornalista, commediografo, scrittore, poeta e pittore italiano

### Variante César

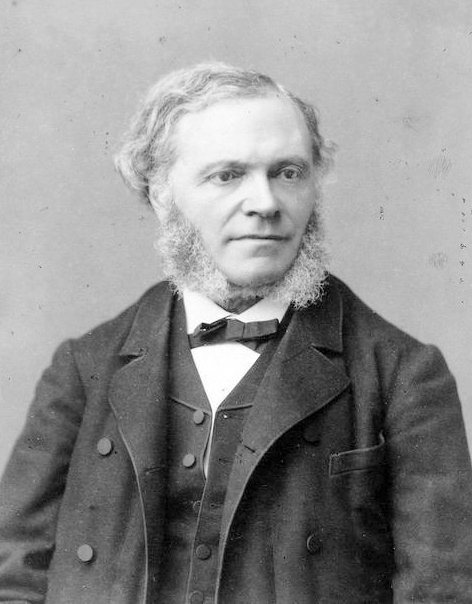
César Franck

- César Chávez, sindacalista e attivista statunitense
- César Chesneau Dumarsais, filosofo e grammatico francese
- César de Choiseul, generale e diplomatico francese
- César Franck, compositore, organista e docente di musica belga
- César Milstein, biochimico argentino naturalizzato britannico
- César Pelli, architetto argentino naturalizzato statunitense
- César Ritz, imprenditore svizzero
- César Thomson, violinista e compositore belga
- César Vallejo, poeta peruviano

### Altre varianti maschili
- Cezar' Antonovič Kjui, compositore, generale e ingegnere russo
- Cezar Petrescu, scrittore, giornalista e traduttore rumeno
- Cesar Romero, attore statunitense

### Varianti femminili
- Cesara, regina sasanide
- Cesara Buonamici, giornalista italiana
- Cesarina Gheraldi, attrice italiana
- Cesarina Gualino, ballerina, pittrice e collezionista d'arte italiana
- Cesarina Seppi, pittrice italiana

## Il nome nelle arti
- Cesare deve morire è un film del 2012 dei fratelli Taviani.
- Cesare Cesaroni è un personaggio della serie televisiva I Cesaroni.
- Cesare Mancini è il protagonista del film del 1954 Hanno rubato un tram, diretto e interpretato da Aldo Fabrizi.
- Cesare Montani è il protagonista del film del 1942 Avanti c'è posto..., diretto da Mario Bonnard.
- Cesare Proietti è un personaggio del film del 1999 Tifosi, diretto da Neri Parenti.
- Cesaretto è un personaggio del film del 1976 Brutti, sporchi e cattivi di Ettore Scola.
- Caesar Flickerman, personaggio della serie di libri Hunger Games.
- Caesar Antonio Zeppeli è un personaggio della serie anime e manga Le bizzarre avventure di JoJo.